# さんふらわあ ふらの

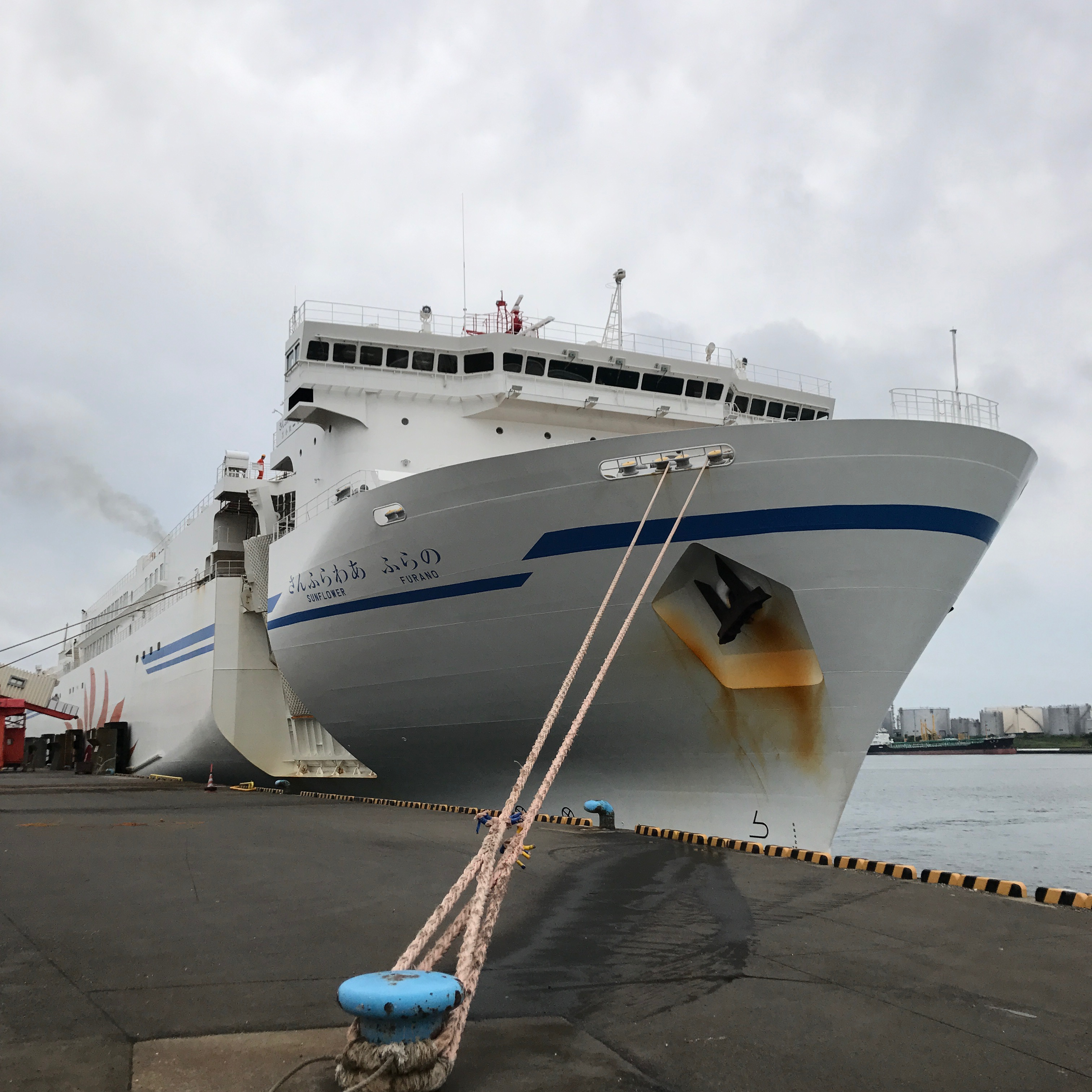
苫小牧港にて（2017年）

さんふらわあ ふらのは、商船三井さんふらわあが運航するフェリー。本項目では、2017年5月13日就航の2代目を取り扱う。

## 概要
さんふらわあ ふらの (初代)の代船としてジャパン マリンユナイテッド横浜事業所磯子工場で建造。商船三井フェリーとして初の新造船となる。塗装はこれまでブルーハイウェイライン時代以来採用されていた胴体の青線が一部2本線に改められた。
2016年7月6日に船体のみの状態で建造ドックから引き出され、修理ドックへ移動した後、相生事業所で製作された上部構造物が搭載された。
2017年5月13日大洗発から運航を開始。2018年1月21日に大洗港への接岸時に岸壁に接触し船首が損傷、前年10月より長期運休の同型船「さんふらわあ さっぽろ」と合わせ夕方便船舶が2隻とも運用を離脱し1月22日以降夕方便が全面運休となり2月9日大洗初便より運行を再開した。
2023年からはアニメ「ONE PIECE」とのコラボレーション企画に合わせて夏季のキャンペーン期間中に本船を含む夕方便2隻のファンネルマークを同作品に合わせたデザインとしており、2023年には「麦わらの一味」のマーク、2024年はモンキー・D・ルフィのデフォルメイラストをあしらった。

### 就航航路
- 大洗港 - 苫小牧港（苫小牧西港フェリーターミナル）

前船と同様に夕方便に就航する。

## 設計
推進器には、CRP推進システムが採用され、各種付加物の装備、船型の最適化と合わせて、優れた低燃費性能を有する。また、推進システムは、運航状況に応じて駆動源を主機と電動機から選択可能なハイブリッド推進システムを国内のフェリーで初めて採用しており、巡航時の推進効率と出入港時の操船性能を両立させている。高速化に伴い大洗港の出港時刻を遅らせることで集荷範囲の拡大も見込まれている。
集荷促進のために大洗港の出港時刻を遅発させるにあたり24ノットの速力が必要とされ、推進効率の改善を図るべく中央1軸の推進形状を基本としハイブリッドCRP推進を導入することとし、入出港時には電気推進のみ・航海速力時にはディーゼル推進を行う形となっている。
船体規模は前船とほぼ同程度ながら、車両搭載能力が強化された。トラックについては船型の都合上大幅な増強は出来なかったものの13mシャーシ換算で従来船と同数の本数を確保することで大型化に対応することとし、乗用車層は二層化しうち一層を大型キャンピングカー等にも対応できる4.0mの高さとしてトラックの利用条件を緩和した。ランプウェイは右舷の船首尾と船尾中央の3箇所に設けられている。
2015年7月の「さんふらわあ だいせつ」火災を受け、早期の火災察知が出来るよう常時監視カメラを車両甲板やエンジンルームに約40台設置したほか、防火服の耐熱強化・軽量化やホースも2か所同時放水可能とする防火設備の強化も図られた。

## 船内
商船三井客船「にっぽん丸」の2009年大改装のインテリアを手がけたフラックス・デザインの渡辺友之がインテリアデザインを監修。北海道をイメージしたデスティネーションデザインとして23歳の北海道大学を卒業した才女「ピリカ」と16歳の「ノンノ」をコンセプチュアルストーリーに据え、北海道の自然と人間をテーマに白樺を基調としてカーペット等にあしらった。
客室構成はプライバシーをより重視した形として個室数が約2割増加し定員の約半分が個室となったほか、コンフォートとして階段式のカプセル寝台が導入され、大部屋の仕切りにはカーテンも設置された。スイートとプレミアムへの専用バルコニーの設置、スーペリアへのシャワー・トイレの設置など客室設備の充実も図られている。船内はバリアフリー対応となっており、エレベーター設備が強化され、バリアフリー対応客室が設けられた。エンターテイメントシステム「SSQ(Sunflower Smart Quest)」では船内のタッチパネル型デジタルサイネージで船内図・寄港地案内・天気情報・船内イベント情報などを閲覧可能となっており、これに加え船内無線LANでタッチパネルの内容に加え映画コンテンツを配信し乗客手持ちのスマートフォン等で視聴可能としており、2021年5月にはミニゲーム機能「さんふらわあGAME PARK」も追加されている。
この他「長い時間をいかに楽しんでもらうか」をテーマとしたサービス改革のもとで一般レジャー客へのさらなる対応としてペット対応の客室やドッグランの設置、売店の面積を3倍に拡充するなどの改善が行われた。
トラックドライバー向けの設備も充実しており、専用区画にはドライバーズルームのほか、専用の食堂（一般向けとは異なり、定食が提供される）・浴室・サウナがある。
船室
| クラス                  | 部屋数              | 定員  | 設備                                                                              |
| ----------------------- | ------------------- | ----- | --------------------------------------------------------------------------------- |
| スイート                | 2-3名×1室           | 3名   | 専用バルコニー、バス、トイレ、テレビ                                              |
| プレミアム              | 2-3名×20室          | 60名  | 専用バルコニー、バス、トイレ、テレビ、バリアフリータイプ1室（専用バルコニーなし） |
| スーペリア              | 2-3名×50室 4名×18室 | 222名 | シャワー、トイレ、テレビ                                                          |
| スーペリア ウィズペット | 2-4名×5室           | 8名   | シャワー、トイレ、テレビ、ドッグラン                                              |
| コンフォート            | 32名×5室 20名×1室   | 180名 | テレビ付きカプセル寝台、テレビ、荷物スペース                                      |
| ツーリスト              | 25名×1室 11名×2室   | 47名  | 仕切りカーテン、荷物棚                                                            |
| ドライバールーム        | 1名×70室            | 70名  | テレビ、机、椅子                                                                  |

7階
- 展望デッキ
- スイート（1室）
- プレミアム（通常洋室×19室・バリアフリー洋室×1室）

6階
- 展望デッキ
- レストラン
- ゲームコーナー
- ドライバー食堂
- スーペリア客室
  - スーペリアオーシャンビュー（和室・2-3名×13室）
  - スーペリアインサイド（洋室・2-3名×34室）
  - スーペリアウィズペット（内側洋室・2-3名×3室）

5階
- 案内所
- ショップ
- プロムナード - 5・6階吹き抜け、国内初の片舷吹き抜け式プロムナードデッキ[3]
- 展望浴室
- 展望デッキ
- ドッグラン
- 婦人パウダールーム
- キッズランド - 知床の動物たちをテーマとした[15]。
- スーペリアオーシャンビュー（和洋室4名×18室）
- スーペリアウィズペット（4名×2室）
- コンフォート（32名×5室・20名×1室）
- ツーリスト（25名×1室・11名×2室）
- ドライバーズルーム(1名×70室)
- ドライバー浴室
- ドライバー娯楽室

## 事故・インシデント
岸壁衝突事故
- 2018年1月21日13時37分頃、大洗港着岸の際に十分な減速を行えず2.9ノットの速力で第3埠頭西岸壁付近の泊地に衝突し球状船首と岸壁が損傷。事故原因は2軸可変ピッチプロペラ推進の深夜便船舶と同じ感覚でハイブリッド二重反転プロペラ推進の本船を操船し減速が遅れた為とされた。